# زمین‌لرزه دسامبر ۱۹۴۹ شیلی
زمین‌لرزه شیلی  در تاریخ ۱۷ دسامبر ۱۹۴۹ میلادی، برابر با ‎۲۶ آذر ۱۳۲۸، ساعت ۶:۵۳:۳۰ به زمان یوتی‌سی در شیلی رخ داد. بزرگی آن ۷٫۸ در مقیاس Mw اعلام شده‌است. زمین‌لرزه به وقت محلی در روز شنبه، ساعت ۲ روی داده و منطقه زمانی آن یوتی‌سی -۴ بوده‌است (با لحاظ تغییر ساعت تابستانی).
سازمان زمین‌شناسی آمریکا نیز جای این زمین‌لرزه را در مختصات ۵۴°جنوبی ۷۱°غربی / ۵۴°جنوبی ۷۱°غربی و بزرگی آنرا برابر با ۷٫۸ در مقیاس ریشتر اعلام کرده‌است. ژرفای گزارش شده از سوی این سازمان ۳۳ کیلومتر می‌باشد.
شمار کشتگان زلزله حدود ۱ نفر بوده‌است.